# 矮裸柱草
矮裸柱草（学名：Gymnostachyum subrosulatum）是爵床科裸柱花属的植物。分布于中国大陆的广西等地，属中国原产的植物（非从国外引种）。

## 种下等级
- Gymnostachyum subrosulatum H. S. Lo var. glabra (Imlay) Lo